# ماغي بيرد
ماغي بيرد (بالإنجليزية: Maggie Baird)‏ (ولدت في 29 مارس 1959) هي ممثلة أمريكية وفنانة صوتية ومؤلفة أغاني وكاتبة سيناريو. وأم للموسيقيين فينيس وبيلي إيليش.

## روابط خارجية
- ماغي بيرد على موقع IMDb (الإنجليزية)
- ماغي بيرد على موقع ألو سيني (الفرنسية)
- ماغي بيرد على موقع ميوزك برينز (الإنجليزية)
- ماغي بيرد على موقع أول موفي (الإنجليزية)
- ماغي بيرد على موقع قاعدة بيانات برودواي على الإنترنت (الإنجليزية)
- ماغي بيرد على موقع أول ميوزيك (الإنجليزية)
- ماغي بيرد على موقع ديسكوغز (الإنجليزية)
- ماغي بيرد على موقع قاعدة بيانات الفيلم (الإنجليزية)